# 聖伯多祿聖保祿堂 (阿姆斯特丹)
圣伯多禄保禄堂，俗称鹦鹉教堂（De Papegaai）是阿姆斯特丹的一座罗马天主教教堂，属于圣尼各老堂区。
该堂供奉圣伯多禄和圣保禄。该堂俗称“鹦鹉教堂”，因为它最初隐藏在一个属于鸟商的普通房子后面的花园里，当时天主教仪式不可以公开举行。今天，有一个狭窄的，新哥特式里面，两侧是圣若瑟和鹦鹉的雕塑。该教堂位于水坝广场以南繁忙的 Kalverstraat大街，主日弥撒使用拉丁文和额我略圣咏。